# Obračun u vodenici
Obračun u vodenici je epizoda serijala Mali rendžer (Kit Teler) obјavljena u Lunov magnus stripu #219. Epizoda je objavljena premijerno u bivšoj Jugoslaviji u septembru 1976. godine. Koštala je 8 dinara (0,44 $; 1,1 DEM). Imala je 96 strana. Izdavač јe bio Dnevnik iz Novog Sada. Naslovna strana predstavlja po svoj prilici precrtan original Donatelijeve naslovnice iz 1971. za originalni broj 92. Jugoslovenski autor naslovne stranice za LMS nije poznat. (Prvi deo ove epizode objavljen je u LMS-218 pod nazivom Čovek s plaštom, koji je izašao nedelju dana kasnije.) Uredništvo Dnevnika je permutovalo naslovne strane za ove dve epizode.

## Originalna epizoda
Prvi deo epizode je premijerno objavljen u Italiji u svesci #93 pod nazivom Il diabolico barone (Đavolji baron) objavljena u avgustu 1971. Obe sveske koštale su po 200 lira (0,32 $; 1,27 DEM). Epizodu je nacrtao Birađo Balzano, a scenario napisao Andrea Lavecolo. Originalne naslovnice nacrtao je Franko Donateli, tadašnji crtač Zagora.

## Reprize
U Italiji je ova epizoda reprizirana u  #47 edicije Edizioni If, koja je izašla 14. aprila 2016 . Koštale je €8. U Hrvatskoj je ova sveska pod nazivom Sotonski barun objavljena u 2021. Koštala je 39,9 kuna.

## Prethodna i naredna sveska Malog rendžera u LMS
Prethodna sveska Malog rendžera u LMS nosila je naziv Čovek s plaštom (#218), a naredna Dugin vodopad (#222).

### Preskočene epizode
LMS je ovom prilikom preskočio dve epizode Malog rendžera. Posle epizode Noć punih meseca (LMS215) po originalnom redosledu trebalo je da slede epizode #90 Quartiere chinese (Kineska četvrt) i #91 Le tigri mare (Tigrovi mora), pa tek onda Čovek sa plaštom (originalna ep. #92). Međutim, ove dve epizode iz za sada nepoznatih razloga nikada nisu objavljene u bivšoj Jugoslaviji.